# Kecamatan Sukaresmi
Kecamatan Sukaresmi är ett distrikt i Indonesien.   Det ligger i provinsen Jawa Barat, i den västra delen av landet, 60 km sydost om huvudstaden Jakarta.